# Loitz
 Loitz város a Németország Mecklenburg-Elő-Pomeránia tartományában. 
A Peene folyó mellett fekszik.

## Városrészek
Következik  városrészek léteznek:

### Ortsteile
| - Drosedow - Düvier - Gülzowshof - Loitz | - Nielitz - Rustow - Schwinge - Sophienhof - Vorbein | - Voßbäk - Wüstenfelde - Zarnekla - Zeitlow |

## Története

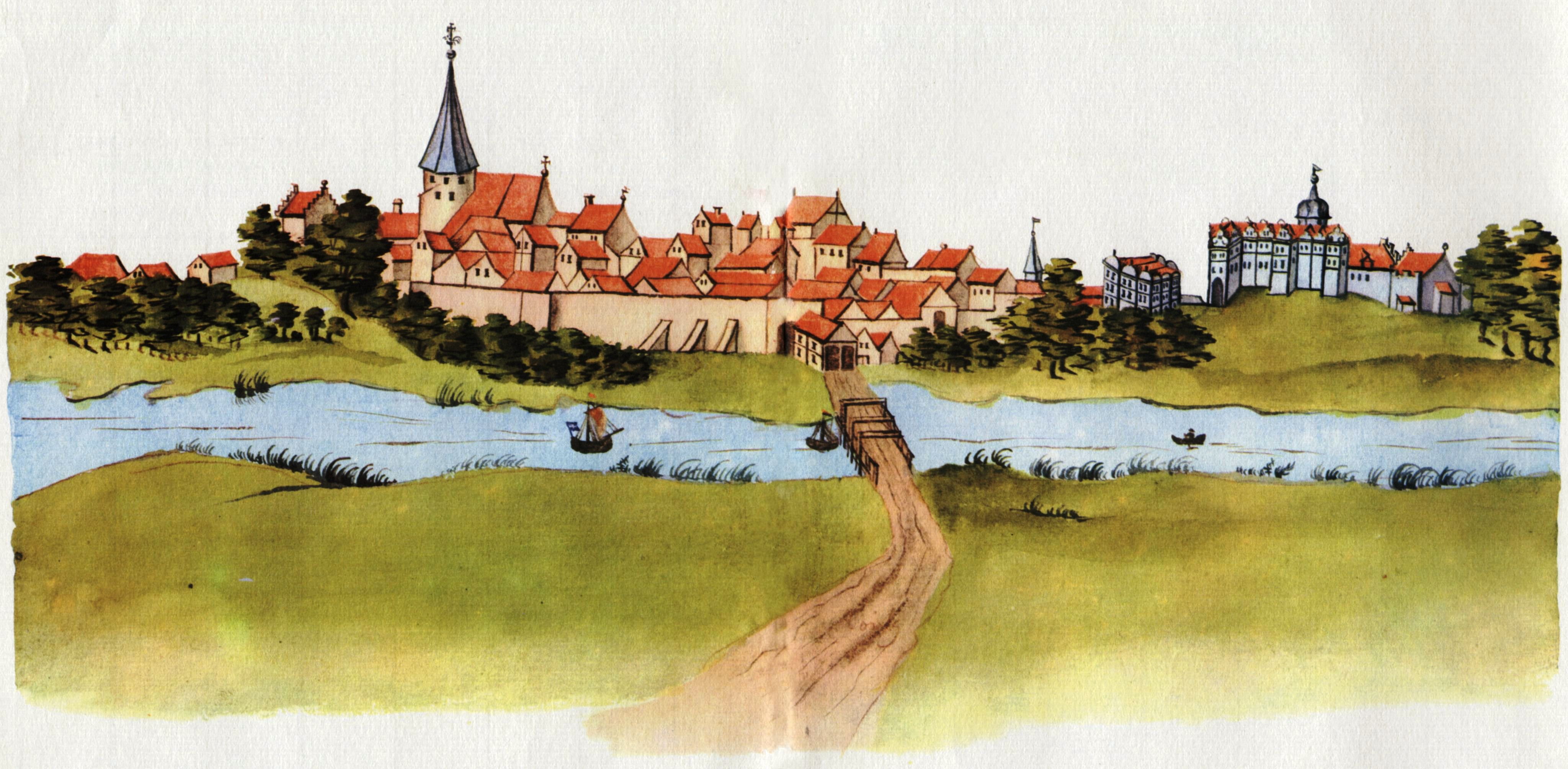
Loitz 1615 körül

Írott forrásban elsőként 1170 tűnik fel Losice nevén.
1648 és 1815 között Svédországhoz tartozott.
Sándorfalvával 1999 óta tart a kapcsolat, melyet 2002-ben testvér-települési megállapodással erősített meg a két település önkormányzati testülete.

## Galléira

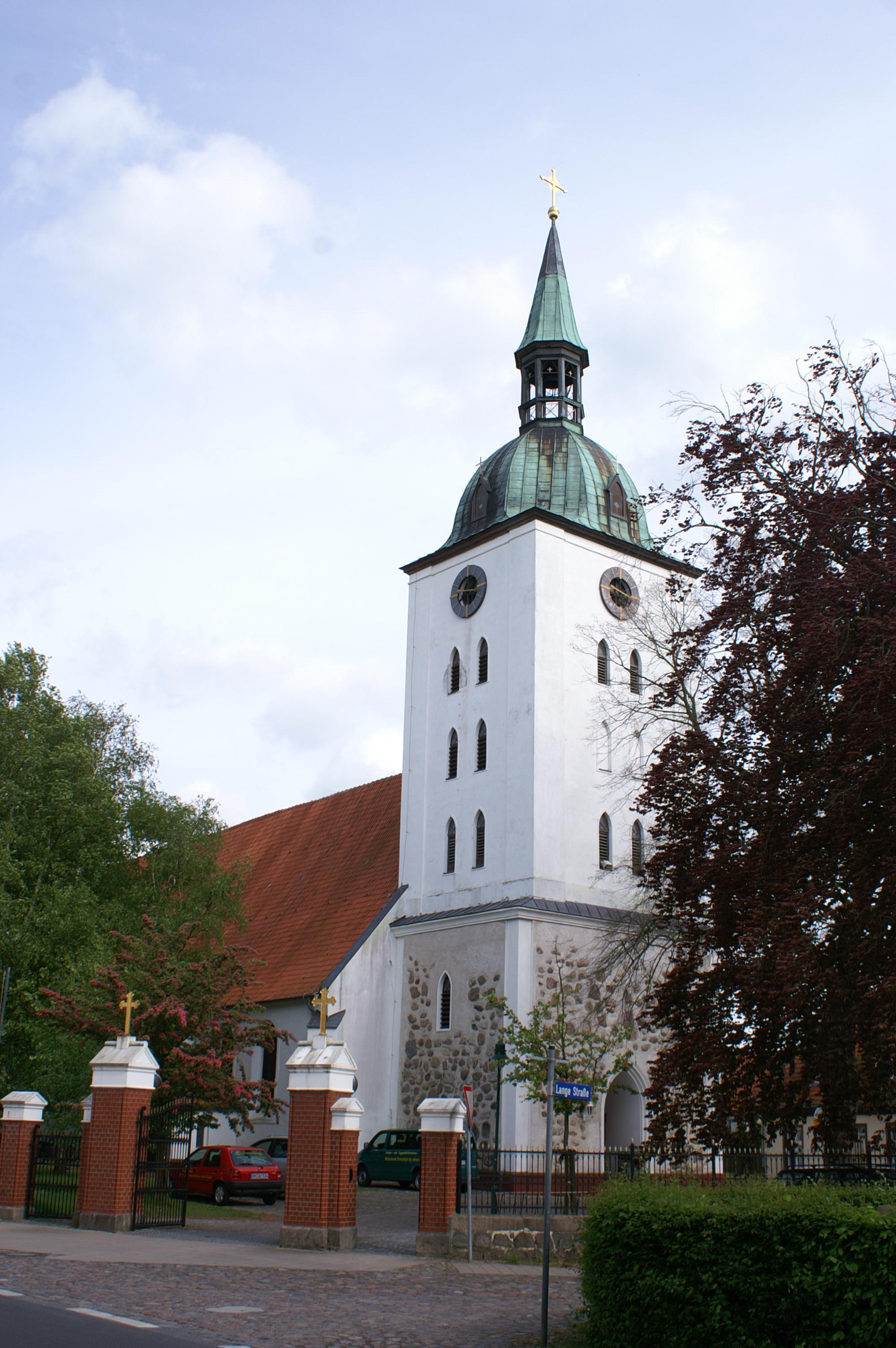
A máriatemplom
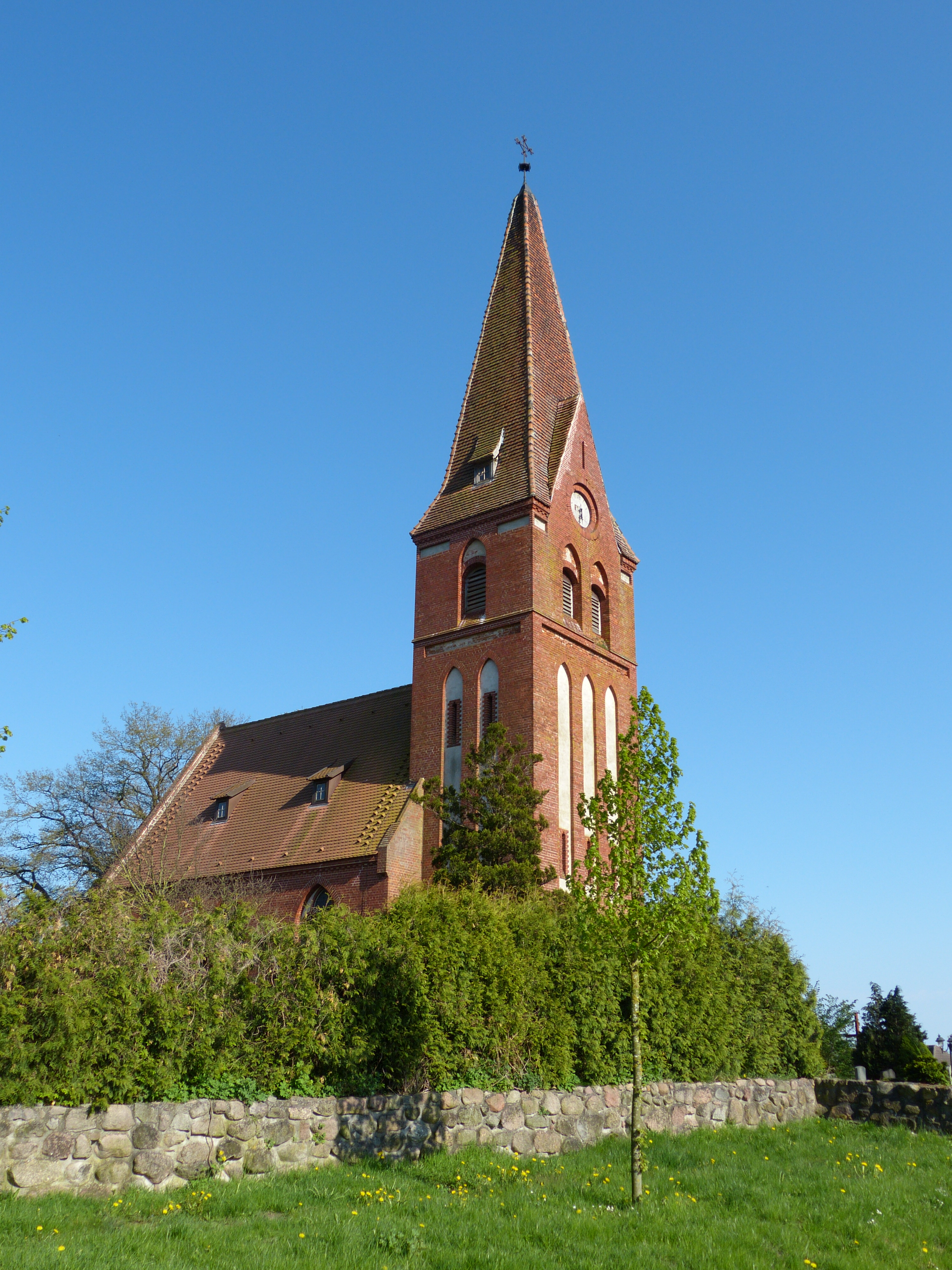
A gülzowi templom
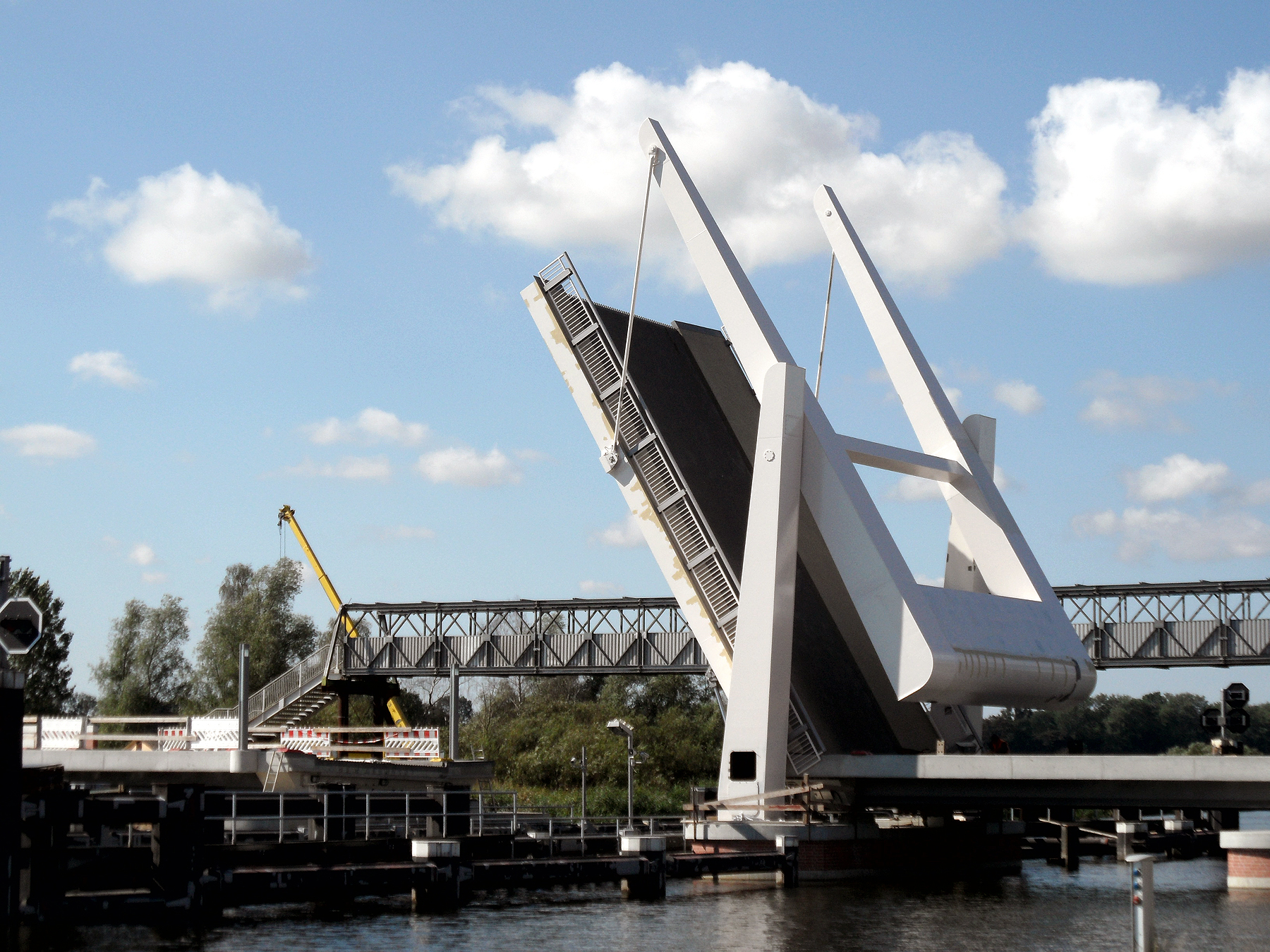
Az új peenehíd
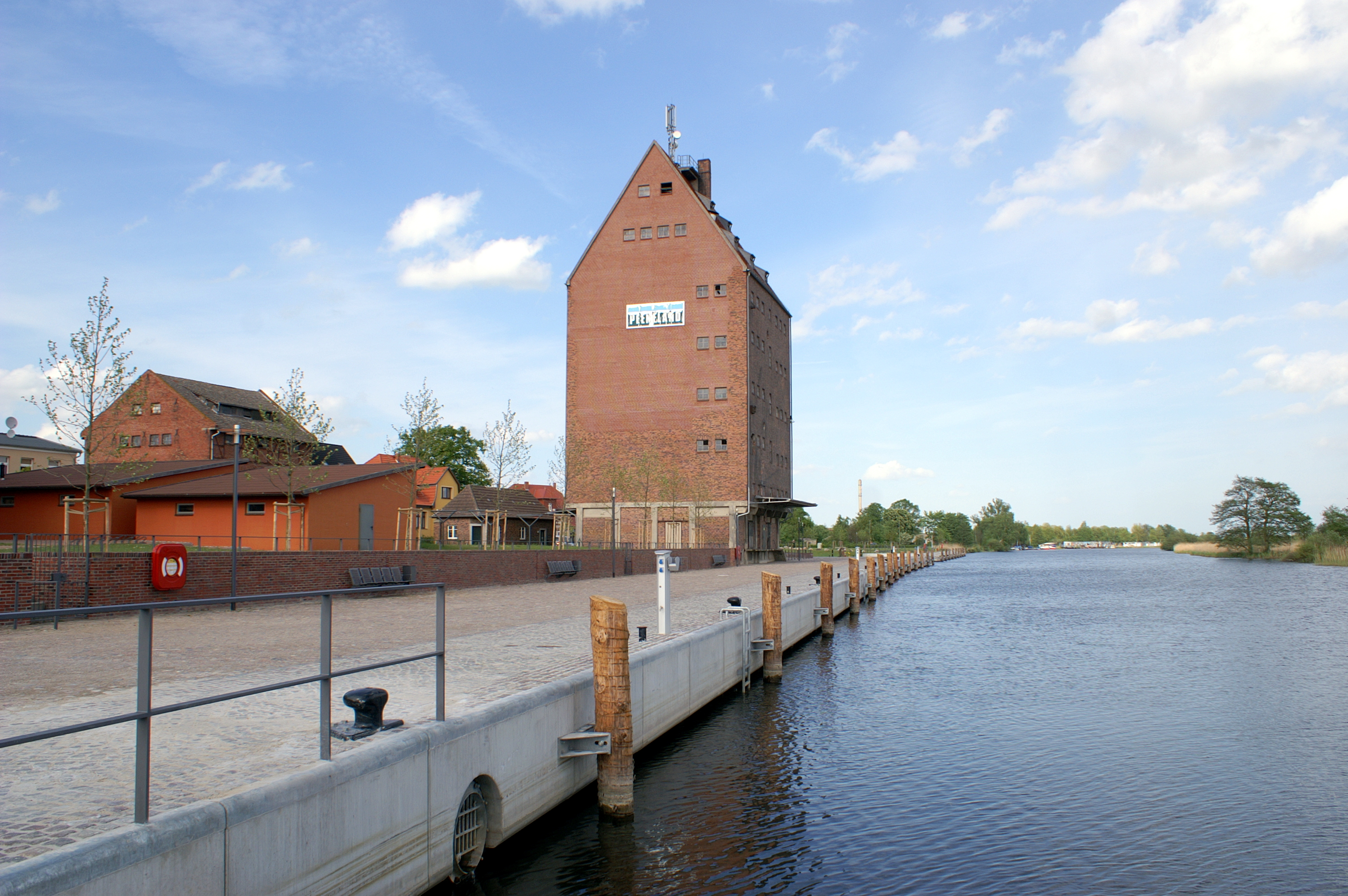
Egy épület a kikötőben
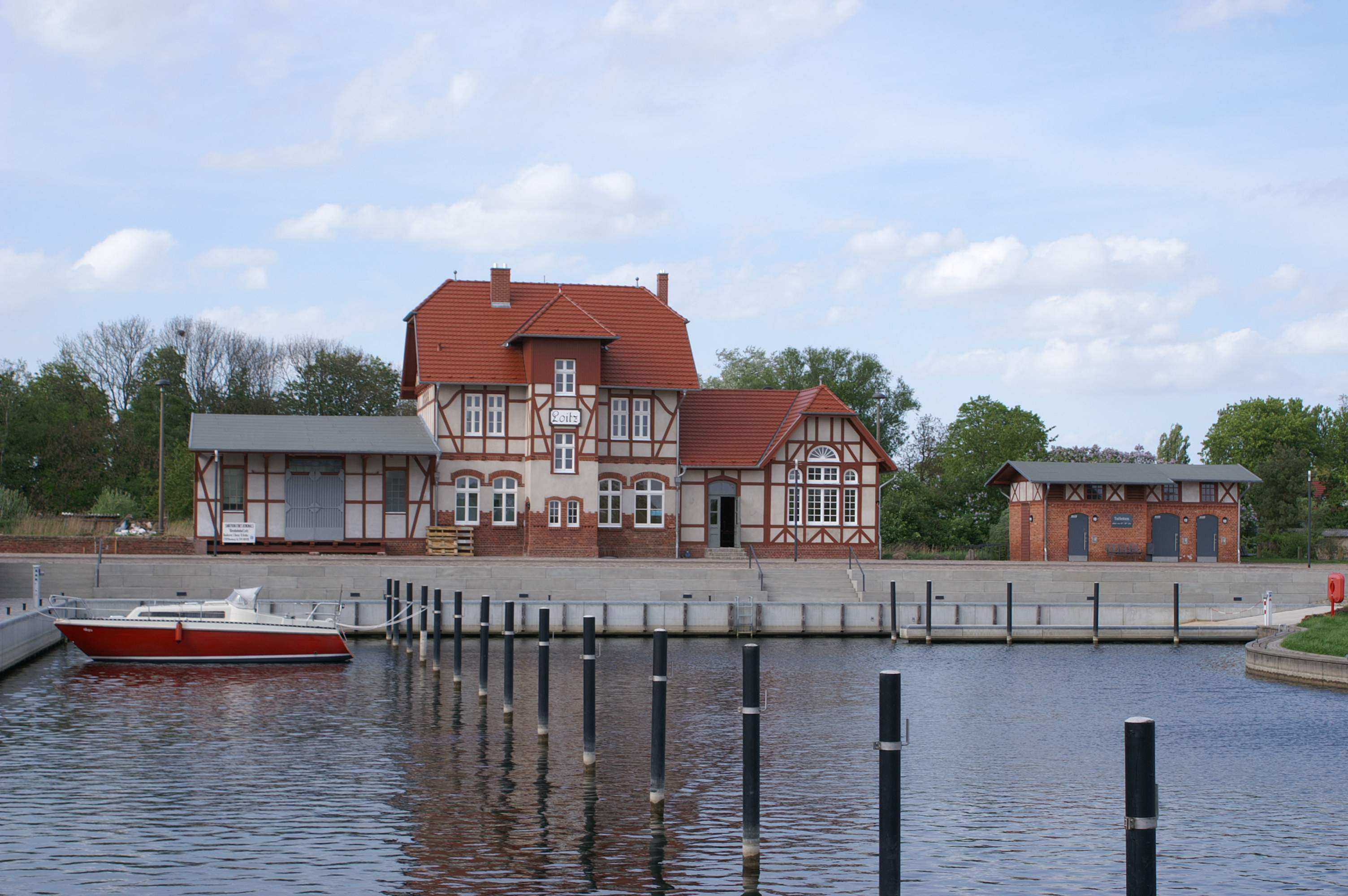
A kikötő a volt kisvasútállomással
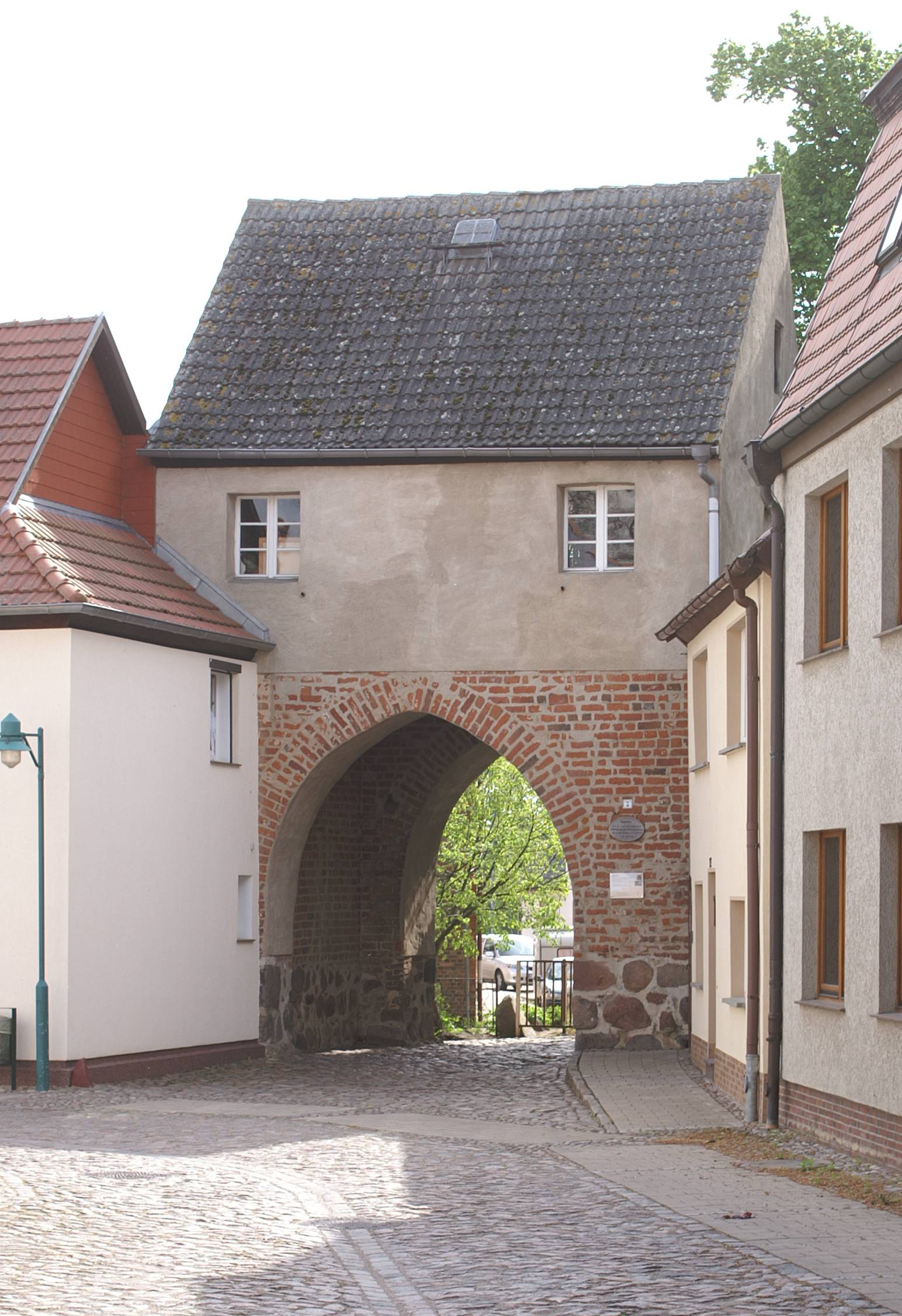
A kőkapu
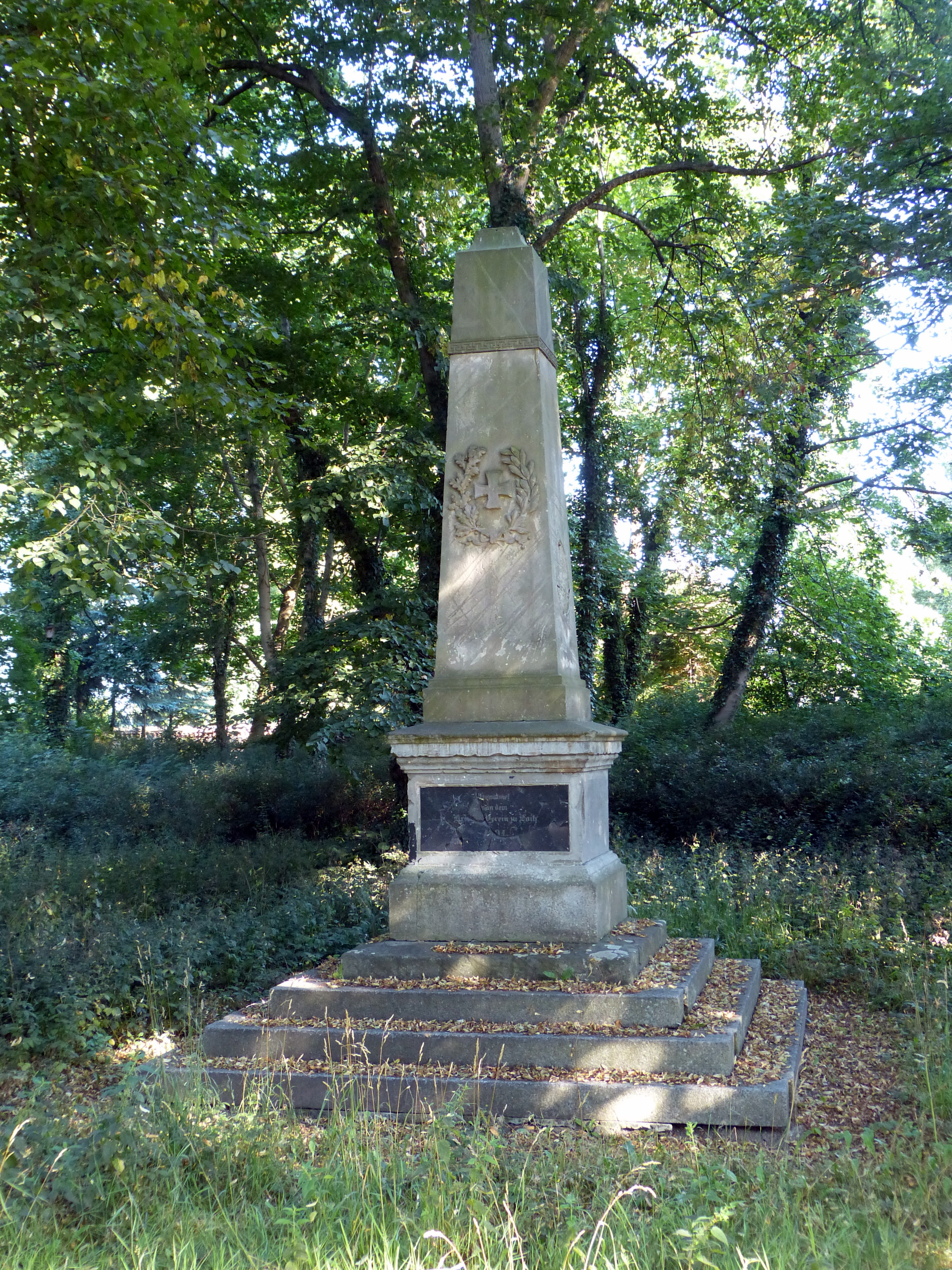
A gülzowi park,  1870/71-es emlékművel

## Fordítás
- Ez a szócikk részben vagy egészben  a   Loitz című német Wikipédia-szócikk fordításán alapul.  Az eredeti cikk szerkesztőit annak laptörténete sorolja fel. Ez a jelzés csupán a megfogalmazás eredetét és a szerzői jogokat jelzi, nem szolgál a cikkben szereplő információk forrásmegjelöléseként.